# Willie Andréason
Oskar Vilhelm Adel (Willie) Andreasson, född 3 maj 1933  i Engelbrekts församling i Stockholm, död 18 mars 2019 i Mariefred, var en svensk skådespelare.

## Biografi
Andréason härstammar från värmländska resandesläkter. Han föddes som utomäktenskaplig son till Eva Emilia Andersson, född 31 december 1915 i Nors församling. Eva Emilia, hennes syskon och mor, Amanda Lavinia f. Fritjofsson (dotter till Fritjof Amandus Larsson "Qvick" (1855–1942)), flyttade till Alsters församling från Boda församling när fadern Frans Oscar gått bort 1929. Andréasons far var Oskar Edvin Andreasson (1914–1993) och hans farfar hette Adolf Karelius Andreasson (1876–1945) (ibland "Andersson"). Willie Andréasons farmoder, Sofia Magdalena (1877–1926), var född Vigardt i Fryksände.
Eva Emilia var, åtminstone till 1935, skriven i Nybacka i Alsters församling där Oskar Vilhelm Adel döptes 5 juni 1933. Oskar Edvin och Eva Emilia fick även en dotter 1934. Paret gifte sig 1936 i Solna.
Andréason har i en tidningsintervju själv uppgivit att hans egentliga namn var Helmen Kwiik Wigardt, och att hans folkbokförda namn var ett smeknamn, ett svenskt namn..
Efter arbeten som sjöman, smörgåsnisse och konsthandlare sökte han sig till teatern vid 30 års ålder. Han utbildades vid Calle Flygares Film- och Teaterskola och Statens scenskola i Stockholm (tre terminer) och debuterade 1968 med en liten roll i TV-filmen av pjäsen Pygmalion. Sedan dess har han arbetat med både teater, film och TV. En av hans mer kända roller är som säkerhetschefen Lennart Berggren i TV-serien Varuhuset.
Andréason var en stor förkämpe för resandefolket. Han avled i sviterna av bukspottkörtelcancer på Eskilstuna sjukhus. Andréason är gravsatt i minneslunden på Strandkyrkogården i Stockholm.

## Filmografi
- 1969 – Ni ljuger
- 1973 – Ebon Lundin
- 1975 – Giliap
- 1977 – Mackan
- 1980 – Sverige åt svenskarna
- 1980 – Flygnivå 450
- 1980 – Attentatet
- 1986 – Räven
- 1989 – 1939
- 1994 – Händerna
- 1996 – Att stjäla en tjuv
- 2004 – Masjävlar
- 2007 – Sista dagen (kortfilm)
- 2009 – Män som hatar kvinnor
- 2013 – Tyskungen
- 2020 – Stall-Erik och snapphanarna

## TV-teater och TV-produktioner
- 1968 – Pygmalion
- 1969 – Biprodukten (TV-film)
- 1971 – Valparna (TV-serie)
- 1973 – Någonstans i Sverige (TV-serie)
- 1975 – Tjocka släkten (TV-serie)
- 1977 – Ärliga blå ögon (TV-serie)
- 1977 – Soldat med brutet gevär (TV-serie)
- 1977 – Kalkonen (TV-film)
- 1977 – Psykningen (TV-film)
- 1978 – Hedebyborna (TV-serie)
- 1981 – Hundarnas morgon
- 1984 – Träpatronerna (TV-serie)
- 1984 – Svenska brott (TV-serie)
- 1984 – Polisen som vägrade ge upp (TV-serie) ("Polisen i Strömstad")
- 1985 – En ros av kött
- 1986 – Hassel – Beskyddarna (TV-film)
- 1987–1989 – Varuhuset (TV-serie)
- 1988 – Som man ropar (TV-serie)
- 1989 – Sparvöga (TV-serie)
- 1994 – Tre Kronor (TV-serie) (gästroll)
- 1994 – Läckan (TV-serie)
- 1995 – Snoken (TV-serie) (gästroll)
- 1996 – Rederiet (TV-serie) (gästroll)
- 1998 – Pip-Larssons (TV-serie)
- 2013 – Wallander – Sorgfågeln

## Teater

### Roller (ej komplett)
| År   | Roll          | Produktion                              | Regi             | Teater                    |
| ---- | ------------- | --------------------------------------- | ---------------- | ------------------------- |
| 1969 |               | Kalle Perssons första krig Max Lundgren | Nils Olsén       | Stockholms skolteater     |
| 1971 | Rådhjälpare   | De vilda svanarna H.C. Andersen         | Fred Hjelm       | Stockholms stadsteater    |
| 1984 |               | Två herrars tjänare Carlo Goldoni       | Alfred Meschnigg | Örebro länsteater         |
| 1995 | Love Almqvist | Strängnäs–New York Cecilia Sidenbladh   | Per Ragnar       | Teater Rogge, Roggeborgen |